# Bargeldbezugskarte
Eine Bargeldbezugskarte ermöglicht es ihrem Besitzer in Verbindung mit einer PIN über einen – meist landes- oder gar weltweiten – Geldautomatenverbund Geld von ihrem Giro-, Spar- oder Tagesgeld-Konto abzuheben, und zwar entweder kostenlos oder besonders kostengünstig.  Dies wird durch einen Verbund von lokalen Netzen von bankeigenen Geldautomaten ermöglicht.  In der Regel ist diese Fähigkeit in eine gewöhnliche Bankkarte integriert.
Gelegentlich sind mit einer Bargeldbezugskarte Auszahlungen auch außerhalb des jeweiligen Geldautomatenverbundes möglich, dies ist jedoch in der Regel mit erheblichen Kosten verbunden.

## Differenzierung
Im Gegensatz zu einer Kredit- oder Debitkarte kann man mit einer reinen Bargeldbezugskarte nicht direkt – weder im Laden noch online – bezahlen.  Mit den eingeschränkten Fähigkeiten geht jedoch auch eine erhöhte Sicherheit einher, denn sie ist im Falle eines Diebstahles bzw. Verlustes ohne die PIN praktisch wertlos.
Teilweise werden auch national gültige Debitkarten zusätzlich mit einer international gültigen Bargeldbezugsfunktion ausgestattet (z. B. Girocard- und Visa-PLUS-Funktion in einer Karte).

## Reisekasse
International gültige Bargeldbezugskarten eignen sich hervorragend für die Reisekasse. Für Abhebungen im Ausland fallen meist Gebühren an. Die Stiftung Warentest empfiehlt eine Mischung aus Bargeld, Scheck-, Debit- und Bargeldbezugskarte als Reisekasse, falls die Karte verloren geht, gestohlen wird oder beschädigt ist.

## Beispiele
- VISA PLUS von VISA
- Cirrus von Mastercard
- EUFISERV, europaweiter Geldautomatenverbund der Sparkassen
- Bankcard-Servicenetz, deutschlandweiter Geldautomatenverbund von Geldautomaten der meisten Genossenschaftsbanken (Volks- und Raiffeisenbanken)
- Cash Group, deutschlandweiter Geldautomatenverbund von Geldautomaten der Commerzbank, Deutsche Bank, HypoVereinsbank, Postbank und der Tochterbanken
- Cashpool, deutschlandweiter Geldautomatenverbund von Geldautomaten u. a. der BBBank, Netbank, Santander Consumer Bank, Sparda-Bank-Gruppe, Südwestbank, Targobank
- Multibanco, einheitlicher Geldautomatenverbund aller Banken in Portugal